# 尼西亞 (旁遮普)

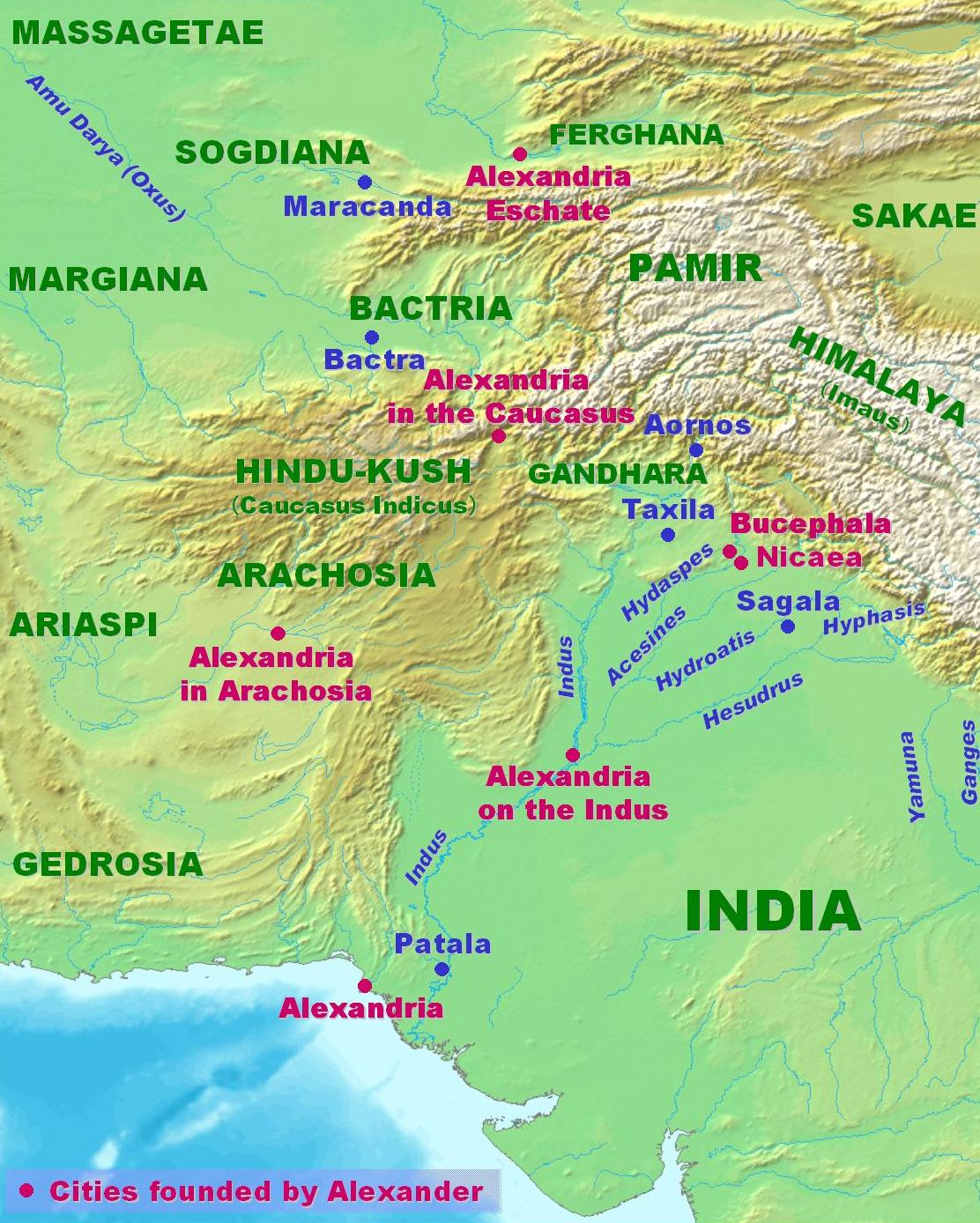
尼西亞坐落於希達斯皮斯河岸，對岸北側即亞歷山卓布西發拉斯

尼西亞或亞歷山卓·尼西亞（Nicaea 或 Alexandria Nicaea），是亞歷山大大帝為了紀念他在前326年與印度波羅斯的希達斯皮斯河戰役中獲得勝利，於戰場附近所建立的城市，位置於希達斯皮斯河岸。幾乎同一時間，亞歷山大也在對岸建立另一個城市，並以布西發拉來命名，以紀念他在這死去的愛馬布西發拉斯。